# 草坪镇
草坪镇，是中华人民共和国湖南省常德市鼎城区下辖的一个乡镇级行政单位。

## 行政区划
草坪镇下辖以下地区：
陡惠渠社区、草坪社区、花叶港村、先锋村、泉塘观村、枫林口村、连三桥村、伍家坪村、官庄陂村、王家冲村、夹岩咀村、丁家坪村、兴隆街村、陡山村、稻罗岭村、三角堆村、夹溪岭村、白云庵村、兴垸村和放羊坪村。